# Bedourie
Bedourie est une localité située dans le Queensland, en Australie. Elle comptait 122 habitants en 2018.